# Abbas Attar
Abbas Attar lyssna (fil) (persiska: عباس عطار), oftast känd som endast Abbas, född 1944 i Iran, död 25 april 2018 i Paris, var en iransk fotograf. Han är mest känd för sin fotojournalistik i Biafra och Vietnam under 1970-talet, och på senare tid även för sina bilder med kristna och islamiska motiv. Han var medlem i Magnum Photos.

## Böcker
- Iran, la révolution confisquée, Clétrat, Paris 1980
- Retornos a Oapan, FCE Rio de Luz, Mexico 1986
- Return to Mexico, W.W.Norton, New York 1992
- Allah O Akbar: A Journey Through Militant Islam, Phaidon, Londres, 1994
- Allah o Akbar, Voyages dans l'islam militant, Phaidon, Paris, 1994
- Allah O Akbar - Viaggio negli islam del mondo, Contrasto, Italie, 1994
- Voyage en Chrétientés, De la Martiniere, Paris 2000
- Iran Diary 1971-2002, Autrement, Paris 2002
- Abbas, I grandi Fotografi di Magnum, Hachette, Milano 2005
- Sur la route des esprits, Delpire, Paris 2005
- IranDiaro: 1971-2005, Saggiatore, Italie, 2005
- The Children of Abraham, (catalogue), Intervalles, Paris 2006
- Au Nom de Qui ? Le Monde musulman après le 11-Septembre, Éditions du Pacifique, Paris 2009
- "Ali, le Combat" Editions Sonatines, Paris 2011
- "Les Enfants du lotus, voyage chez les bouddhistes", De la Martinière, Paris 2011

## Utställningar
- 1972    
  - Ganvie People, Falomo, Nigeria
- 1977 
  - Retrospective, Galerie Litho, Tehran; Ce jour là, Galerie FNAC, Paris
- 1980 
  - Iran, the revolution, Tehran Museum of Contemporary Art ; Darvazeh Ghar mosque, Tehran; Fundacao Cultural, Rio de Janeiro
- 1982 
  - Citizen of the Third World, Photographer’s Gallery, London; Open Eye Gallery, Liverpool, G.B.
- 1983     
  - Retrospective, Consejo de Fotogragia, Mexico
- 1984 
  - Retrospective, Galerie ARPA, Bordeaux, France
- 1986    
  - Votez pour Moi, Galerie Magnum, Paris
- 1991    
  - Retrospective, Imagina, Almeria, Espana
- 1992
  - Return to Mexico, Mexico Cultural Center, Paris; Maison pour Tous, Calais
- 1994     
  - Retornos a Mexico, Centro Nacional de la Fotografia, Mexico
- 1999 
  - Islamies, Place Royale, Brussels
  - Islamies, Arab World Institute, Paris
  - Chrétiens, House of Photography, Moscou
  - Chrétiens, Eberhardskirche, Stuttgart
- 2002 
  - Iran, the revolution, The Grey Gallery, New York
  - Viaggio negli Islam del mondo, Palazzo Vecchio, Firenze, Italia
  - Visiones de l’Islam, la Caixa, Tarragona, Madrid, Malaga, Orense, Espana
  - IranDiary, Visa in Perpignan, France
- 2003 
  - Visiones de l’Islam, la Caixa, Girona, Granada, Pamplona and Palma de Mallorca, Espana
- 2004 
  - Iran, Haus der Kulturen der Welt, Berlin
  - Resurgence of Shias , Visa in Perpignan, France
  - Ya Saddam, Noorderlicht, Leeuwarden, Hollande
  - Islams, The United Nations, New York
- 2005 
  - Sur la Route des Esprits, La Chambre Claire, Paris
- 2006 
  - The Children of Abraham, Nobel Peace Center, Oslo
  - Islams and Shias, Vicino/Lontano, Udine, Italia
- 2006
  - The Children of Abraham, Nobel Peace Center, Oslo
  - Islams and Shias, Vicino/Lontano, Udine, Italia
- 2007
  - The Children of Abraham, Groningen and Amsterdam, Holland
- 2008
  - The Children of Abraham, Institut Français de Fès, Morocco
  - Jardin Botanique, Brussels, Belgium
- 2009
  - In Whose Name?, Magnum Gallery, Paris
  - Visa,  Perpignan
  - Gallerie Polka, Paris
- 2011
  - Abbas, 45 Years in Photography, National Museum of Singapore